# Рио – Нитерой (мост)
Мостът Рио – Нитерой (на португалски: President Costa e Silva – „Президент Коста е Силва“), е мост, пресичащ залива Гуанабара, в Рио де Жанейро в Бразилия.
Той свързва град Рио де Жанейро с град Нитерой. Към момента е най-дългият мост с предварително напрегнат бетон в южното полукълбо и 6-ият по дължина в света. От откриването му през 1974 г. е 2-рият по дължина в света до 1985 г.

## История
Концепцията за моста е проектирана през 1875 г. С цел да свърже два съседни града, разделени от залива Гуанабара или с пътуване по суша над 100 км, минаващ през град Magé. По това време е проектирано да се изгради мост и след това тунел.
През 1963 г. е създадена работна група, изучаваща мостовото строителство. На 29 декември 1965 г. е създаден комитет, който да се погрижи за окончателния проект на моста.
Артур да Коща е Силва, президент на Бразилия по това време, подписва декрет на 23 август 1968 г. упълномощаващ Марио Андреаза, министър на транспорта по това време, да управлява строителството на моста.
Строителството започва символично на 23 август 1968 г., в присъствието на кралица Елизабет II, Филип, херцог на Единбург и Марио Андреаза по време на първата им визита в Бразилия. Същинското строителство започва през януари 1969 г., мостът е открит на 4 март 1974 г.
Официалното име на моста, 'President Costa e Silva Bridge', идва от президента Артур да Коща е Силва, който нарежда строителството на моста. Рио-Нитерой става бързо дескриптивен прякор, като мостът е познат с прякора си повече, от колкото със своето официално име.
Мостът е построен от пул от бразилски строителни фирми. Дължината му е 13,290 км, като от тях 8,836 км са над вода. Централното разстояние между колоните е 72 м, като с височината си позволява преминаването на стотици кораби, които пристигат и заминават в залива всеки месец. Трафикът по моста е 140 000 коли дневно, които заплащат тол-такса, когато пристигнат в град Нитерой, в размер на 5,05 бразилски реала (€1,90). Мостът има 18 точки на достъп и 8 надлеза.
Официално е част от федералната магистрала BR-101. От 1 юни 1995 г. се поддържа от Ponte S.A. с договор за 20-годишна концесия.
Известният бразилски певец Maysa умира при автомобилна катастрофа на моста през 1977 г. Мостът е включен във филма 'Fast Five'.
През 2012 г. е представен законопроект, с който се променя официалното му име от „Президент Коста е Силва“ (на името на втория президент на военна диктатура в Бразилия в периода от 1964 до 1985 г.) на „Херберт де Соуза“, известен с пререканията си с бразилската армия.